# 東村アキコ
東村 アキコ（ひがしむら アキコ、1975年10月15日 - ）は、日本の漫画家。宮崎県串間市出身。女性。血液型O型。

## 来歴
宮崎県立宮崎西高等学校卒業。高校時代は美術部に所属し、部長を務めた。卒業後、金沢美術工芸大学美術科油絵専攻に進学する。大学卒業後、父親に仕事を決められてしまうも、断り、代わりに父の勤める会社で働く傍らで漫画の創作活動を開始し、1999年『ぶ〜けデラックス』NEW YEAR増刊にて『フルーツこうもり』でデビュー。
『Cookie』2000年8月号に掲載された読切作品『きせかえサマー』をもとに、同誌2001年1月号から初の連載作品『きせかえユカちゃん』を開始。同作を通じ、デビュー当初のシリアスな作風から徐々にコメディ色を強め、ギャグ漫画家としての才能を開花させた。実父のエピソードを紹介した『きせかえユカちゃん』のおまけマンガが後の担当編集者の目に留まり、『モーニング』2006年2号にて、『ひまわりっ 〜健一レジェンド〜』の連載を開始、ギャグ漫画家として注目を集める。『コーラス』2007年8月号にて開始した育児エッセイ漫画『ママはテンパリスト』が100万部を売り上げる大ヒットとなり、若い女性を中心に多くの支持を集める。
2008年から連載を開始した『海月姫』は、第34回（平成22年度）講談社漫画賞少女部門を受賞、2010年にフジテレビ『ノイタミナ』枠でテレビアニメ化、2015年に実写映画化、2018年にフジテレビ「月9」枠でテレビドラマ化された。
2012年『主に泣いてます』がフジテレビ系にてドラマ化される。2013年4月、京都精華大学マンガ学部客員教授に就任。宮崎県からの委嘱により、2014年2月から『メロポンだし!』のキャラクター「メロポン」と共にみやざき大使を務めている。2015年、自身の半生を描いた『かくかくしかじか』で第8回マンガ大賞、第19回文化庁メディア芸術祭マンガ部門大賞を受賞した。同年、『東京タラレバ娘』が第6回ananマンガ大賞の大賞に選ばれた。また、上杉謙信女性説を基にした『雪花の虎』とグルメ探偵奇譚『美食探偵 明智五郎』の連載を開始している。2017年には『東京タラレバ娘』が日本テレビ系にてドラマ化された。2018年12月、ウェブマンガサービス「XOY」に『偽装不倫』の連載を開始、これは自身初となる縦スクロールマンガ（ウェブトゥーン）である。2019年に『偽装不倫』は日本テレビ系にてドラマ化された。2021年9月、株式会社メディバンが参画するNFTマーケットプレイス「Adam byGMO」に、東村アキコが自身初NFTイラストを販売することが明らかになった。

## 人物
- 自画像はジャージ姿でお団子ヘア。煎餅をかじりながらグータラと過ごしているだらしない印象風に描かれている。
- 小学生高学年のころ、マンガクラブに所属していた。『探偵ぷっつん物語』を他の学生と合作[29]。本人曰く、小学生の頃は「りぼんっ子」だったということで、さくらももこの『ちびまる子ちゃん』と『お父さんは心配症』及びその原作者の岡田あーみんにハマっていた[30]。
- 中学生のころ、鹿児島にあったクラゲの水族館に感動したことをきっかけにクラゲを好きになる。以後、クラゲの絵を描いたり、プロマイドや下敷きを作るようになる[31]。
- 高校生のころ、1992年のバルセロナオリンピックの男子マラソンを見たことをきっかけに森下広一選手を好きになる。宮崎空港にて森下選手を高校の昼休みに抜け出し出待ちし、接触に成功するがその数日後の森下選手の結婚報道を受けて絶望した[32]。
- 高校3年生の時に美大受験のために絵画教室に通い始め、スパルタ的にデッサンを学んだ[29]。
- 宝塚歌劇団のファンでもあり、宝塚ネームは「米一俵」[33]。MANGART BEAMS Tと宝塚歌劇専門チャンネル「タカラヅカ・スカイ・ステージ」とのコラボレーションTシャツのイラストを描き下ろしたことがある。
- 過去に東村の他、石田拓実、鈴野比佐子、ヤマモトミワコ[注釈 3][34][35]の4人共同で「焼き菓子横丁」というホームページを開いていた[34][36]（2003年12月31日閉鎖[37]）。
- 朝鮮料理屋にて俳優のカン・ドンウォンの写真を偶然見たことをきっかけにカン・ドンウォンのファンになり韓国、韓流好きになる[38]。2011年、BIGBANGの楽曲「HaruHaru」に対する思いをしたためた作文と4コママンガを発表[39]。2013年SPUR7月号にて、カン・ドンウォンとのお見合いを公開。[40]同年10月には、JTBツアー企画「東村アキコと行くソウル!」を実施[41]。2020年9月にWebサイト「TVマガ」にて、死ぬほどおもしろい韓ドラは『椿の花咲く頃』と語っている[42]。
- 非常に速筆で、平日10時半（または12時） - 19時の作業スケジュールを守りながら1か月100ページ以上を創作し、多数の連載を抱えた状態を長期間にわたり継続している[43][44]。また、基本編集者との打ち合わせはしない（するにしてもLINEで少し話す程度）。ネームも下絵もほとんど描かず、いきなりペン入れから始め、予定しているページ数ぴったりでまとめることが出来る。ページ数が余りそうだったり足りなくなりそうな時は、コマの大小で調整しているという[45]。
- マンガ製作では無料ソフト「MediBang Paint」を利用してマンガを描いている。日テレの「スッキリ」（2021年6月放送）では、その仕事現場の様子が紹介された[46]。

## 作品

### 連載（漫画作品）
- きせかえユカちゃん（『Cookie』 2001年1月号 - 不定期連載、既刊11巻、りぼんマスコットコミックス刊）
- ひまわりっ 〜健一レジェンド〜（『モーニング』 2006年2号 - 2010年6号、全13巻、『モーニングKC刊』）
- ママはテンパリスト（『コーラス』 2007年8月号 - 2011年7月号、全4巻、集英社愛蔵版コミックス刊）
- テンパリスト☆ベイビーズ（『スーパージャンプ』 2007年21号 - 2008年10号、『オースーパージャンプ』 2008年APRIL、全1巻、集英社愛蔵版コミックス刊）
- 海月姫（『Kiss』 2008年21号 - 2017年10月号、全17巻、講談社コミックスキス刊）
- 海月姫 英雄列伝（ヒーローズ）☆→海月姫外伝 BARAKURA〜薔薇のある暮らし〜（途中改題、『Kiss PLUS』 2009年11月号（創刊号） - 2014年3月号（最終号）、『ハツキス』 2014年7月号（創刊号） - 9月号、全2巻（『海月姫外伝 BARAKURA〜薔薇のある暮らし〜』として）、ワイドKC刊）
- 東村アキコのテンパってるJ（『duet』 2010年1月号 - 連載中）
- 主に泣いてます（『モーニング』 2010年14号 - 2013年4・5合併号、全10巻、モーニングKC刊）
- かくかくしかじか（『Cocohana』 2012年1月号 - 2015年3月号、全5巻、集英社愛蔵版コミックス刊）
- メロポンだし!（『モーニング』 2013年26号 - 2014年46号、同時にLINEマンガで配信、全7巻、モーニングKC刊）
- 東京タラレバ娘（『Kiss』 2014年5月号 - 2017年6月号、全9巻、講談社コミックスキス刊）
  - 東京タラレバ娘 シーズン2（『Kiss』 2019年6月号 - 2021年11月号、全6巻、講談社コミックスキス刊）
- ヒモザイル（『月刊モーニングtwo』 2015年10号 - 休載中）
- 雪花の虎（『ヒバナ』 2015年4月号 - 2017年9月号 → 『ビッグコミックスピリッツ』 2018年7号 - 2020年48号、全10巻、ビッグコミックス刊）
- 美食探偵 明智五郎（『Cocohana』 2015年8月号に読切『美食探偵』掲載を経て同年11月号 - 連載中、既刊9巻）※休載中[47]
- 偽装不倫（『XOY』2017年12月 -『LINE マンガ』2018年11月 - 2019年9月、全8巻）
- ハイパーミディ中島ハルコ（原作:林真理子『最高のオバハン 中島ハルコの恋愛相談室』、『Cocohana』2018年8月号 - 2021年6月号、全4巻）
- 私のことを憶えていますか（『ピッコマ』2020年4月 - 2022年、全14巻、文藝春秋刊）
- 銀太郎さんお頼み申す（『Cocohana』2022年8月号[48] - 連載中、既刊7巻） - 読み切りから連載化[48]
- まるさんかくしかく（『ビッグコミックオリジナル』2023年10号[49] - 連載中、既刊4巻）
- まるさんかくしかく＋（『ちゃおプラス』2023年12月[50] - 連載中、『ちゃお』2024年2月号[51] - 連載中）

### 連載（その他）
- Da Vinci Column Blocks ズーヒルギロッポンでまちあわせ（『ダ・ヴィンチ』2008年第169号 - 2010年第192号）
- Da Vinci Columns “Quatre” スナックアキコのお悩み相談室（『ダ・ヴィンチ』2010年第193号 - 第195号）
- 妄想家族計画（『女性自身』 2405号 2009年7月7・14日号-）
- 東村アキコの突撃美容連載「即席ビジンのつくりかた—40歳、今そこにある危機—」（『VoCE』 2015年6月号 - ?、単行本：講談社 2016年9月13日[52]）
- 東村アキコの「ひとり王国」（『Domani』 2015年10月号 - 2016年9月号）

### 短編集
- 恋のスリサス（りぼんマスコットコミックス刊）（2002年1月15日発売） ISBN 4-08-856348-4
  - 恋のスリサス（『Cookie BOX』 2001年ふんわり早春号）
  - 永遠のスクリーン（『Cookie BO』X 2001年ばっちり初夏号）
  - 卒業旅行（『ぶ〜けデラックス』 2000年AUTUMN増刊号）
  - おまけ（描きおろし）
- 白い約束（りぼんマスコットコミックス刊）（2004年11月15日発売） ISBN 4-08-856575-4
  - 白い約束（『Cookie BOX』 2002年早春号）
  - ヒッチハイク（『Cookie』 2001年10月号）
  - フルーツこうもり（ぶ〜けデラックス 1999年新年号 デビュー作）
  - 私がネコ派になったわけ（描きおろし）
- ゑびす銀座天国（りぼんマスコットコミックス刊）（2005年1月14日発売） ISBN 4-08-856586-X
  - ゑびす銀座天国（『ヤングユー』 2004年6月号 - 8月号、10月号 - 12月号 全6話）
  - ドライアイスのハナシ（描きおろし）

### 単行本未収録
- きせかえユカちゃん（第77話 - 第82話）
- 中央線シネマパラダイス
- お人好し劇場・六法善書
- おんな追分（『Cocohana』2022年3月号）

### ドラマ脚本
- 田中圭24時間テレビ「くちびるWANTED」（2018年） - 鈴木おさむと共同脚本
- 「薔薇とチューリップ」（2019年5月） - 2PM・ジュノのために書き下ろした原作漫画を元に脚本化

### 映画脚本
- かくかくしかじか（2025年） - 伊達さんと共同脚本

### イラストレーション
- 集英社版学習まんが 「日本の歴史」第15巻 第一次世界大戦と日本 《大正時代》カバーイラスト（集英社）
- 純烈「君を奪い去りたい」Aタイプ・ジャケットイラスト[53]
- MISAMO「Message」ジャケットイラスト（2025年、映画『かくかくしかじか』主題歌）[54]

## 作品論ほか
- 『ユリイカ 詩と批評 総特集 東村アキコ』 2017年3月臨時増刊号、青土社

## CM
- PRIUS PHVenus「4眼LEDヘッドランプ」（2017年）[55][56]
- まつや「とり野菜みそ」 - 本人も出演。WEBサイトでも描き下ろしの漫画を描いている[57]。
- クラシエ薬品
  - 「コッコアポEX【CM】 東村アキコ篇」[58]
  - 「コッコアポG【CM】 東村アキコ篇」[58]
  - 「コッコアポL【CM】 東村アキコ篇」[58]
  - 「クラシエ当帰芍薬散【CM】 東村アキコ篇」[58]

## 受賞歴
- 2005年
  - このマンガがすごい!2006 オンナ編 8位 『きせかえユカちゃん』
- 2008年
  - マンガ大賞2008 11位 『ひまわりっ 〜健一レジェンド〜』
  - このマンガを読め!2009 1位 『ママはテンパリスト』
- 2009年
  - マンガ大賞2009 8位 『ママはテンパリスト』
  - このマンガがすごい!2010 オンナ編 3位 『ママはテンパリスト』
  - このマンガがすごい!2010 オンナ編 4位 『海月姫』
  - このマンガを読め!2010 9位 『ひまわりっ 〜健一レジェンド〜』
- 2010年
  - マンガ大賞2010 7位 『海月姫』
  - 第34回講談社漫画賞 『海月姫』
  - このマンガがすごい!2011 オンナ編 3位 『海月姫』
  - 第1回ananマンガ大賞 3位 『海月姫』
- 2011年
  - マンガ大賞2011 12位 『主に泣いてます』
- 2012年
  - このマンガがすごい!2013 オンナ編 5位 『かくかくしかじか』
  - 2012年コレ読んで漫画ランキングBEST50 2位 『かくかくしかじか』
- 2013年
  - このマンガがすごい!2014 オンナ編 5位 『かくかくしかじか』
- 2014年
  - このマンガがすごい!2015 オンナ編 2位 『東京タラレバ娘』
  - このマンガがすごい!2015 オンナ編 7位 『かくかくしかじか』
  - 第5回ananマンガ大賞 準大賞 『かくかくしかじか』
- 2015年
  - マンガ大賞2015 1位 『かくかくしかじか』
  - 第6回ananマンガ大賞 大賞『東京タラレバ娘』
  - 第19回文化庁メディア芸術祭マンガ部門 大賞『かくかくしかじか』
- 2019年
  - アイズナー賞 最優秀アジア作品賞 『東京タラレバ娘』[59]
- 2020年
  - 芸術選奨新人賞 メディア芸術部門　『偽装不倫』ほか[60][61]
  - アングレーム国際漫画祭 ヤングアダルト賞　『雪花の虎』[62]

## 東村プロダクション
東村自らの創作拠点である東村プロダクションは、2016年よりお笑い芸人・俳優のマネジメント、コント・漫才などの創作、ライブ企画・運営に進出。本人は元々やりたくて始めたわけではなかったが、知り合いのまだ売れていない芸人から、お笑いライブの主催を頼まれたことが始まりだったという。そして東村プロ単独でお笑いの事務所ライブも開催している。事務所ライブはかつては松竹芸能が所有する新宿角座で行われていたが、2020年1月に東京都新宿区歌舞伎町に東村プロが所有する劇場『歌舞伎町Sparkle』を開場した。
東村プロダクションのお笑いライブのMCは基本毎回やっている。かつてはこのライブに「アパートの鍵貸します」というコンビ名で出演し漫才を演じていた。その後も東村プロ所属芸人のネタも東村自ら書いている。
このプロダクション運営の実績から、第54回NHK上方漫才コンテストでは東村が審査員を務めた。

### 所属タレント
2024年2月時点
芸人
アムール、逆切れガンジー、タニオ君、アンチックラバーズ、ワチュワナドゥ（よしこさん、あだち）、バードフミヤ、元保育士たいこ、めろんトリガー、小林ヒロユキ、れっぴーず、古時計、きしはやと
役者
石原石子、バードフミヤ、諏訪由布子、よしこさん、石原昌美、古畑翔太、田口英明、青山卓矢、軍師・谷河

## その他の活動
- 講談社漫画賞・選考委員 - 第43回（2019年）から第46回（2022年）まで
- 宮崎市市制100周年記念ロゴマークデザイン(2024年)

## 関連人物

### 親族
- 森繁拓真 - 漫画家。東村の実弟[69]。森繁の漫画『となりの関くん』の単行本の帯には東村が推薦文を寄せている[70]。グルメエッセイマンガ『いいなりゴハン』は東村のプロデュース[71]。
- IKKAN - 最初の夫。2004年に結婚し、2008年に離婚するまで別居婚だったため、子育てはほぼ東村が1人で行い、仕事場が自宅だった。時折両親が上京して手伝っていたこともある。日曜は仕事を完全オフにし、子供と過ごしていた。
- 安藤悟史 - 2番目の夫。ファッションデザイナー。2013年に再婚した[72]。2017年4月に離婚したことを、同年12月24日にFacebookで発表した[73][74]。

### 地元関係
- 佐々木六華 - テレビ宮崎アナウンサー。宮崎西高等学校の一級先輩で、中学校も同じ。
- 川村愛 - 日本画家。宮崎西高等学校の同級生で同じ美術部に所属。副部長をしていた。

### アシスタント
- はるな檸檬 - 漫画家、元アシスタント[75]。美大受験のため、高校2年生の時に宮崎県内の絵画教室に通い、講師をしていた東村（当時は漫画家デビュー前後）の指導を受ける。大学卒業後、事務のアルバイトを経て、東村のアシスタントに従事する。派遣社員として働いた後、2010年『モーニング』公式サイトにて、宝塚歌劇団ファンのヅカライフを描いた『ZUCCA×ZUCA』でデビュー[76]。『かくかくしかじか』に登場している。
- 蒼星きまま[77] - 漫画家、元アシスタント[75]。『COMICリュウ』2010年9月号にて『きのこいぬ』でデビュー。
- 桜庭ゆい[77] - 漫画家。2008年『別冊マーガレット』にてデビュー。主な作品に『なぎさ＠ホーム』、『本日、あかね日和。』等がある[77]。
- 二平瑞樹[77] - イラストレーター。 2010年、作画を担当した『ジャニヲタあるある』が発売。『メロポンだし!』に参加。
- ひのでや参吉（旧名・ひのでや三吉）[77] - 漫画家、元アシスタント[75]。『別冊コロコロコミックspecial』2014年4月号にて、読切作品『バリバリクラッシュ カニタマくん』を掲載した後、2016年より同誌で『スプラトゥーン』を連載。
- 渡辺静[77] - 漫画家、元アシスタント[77]。
- アビディ井上[77] - 漫画家。2014年、作画の担当の『平成甘味録 さぼリーマン』が『モーニング』38号に掲載されデビュー。
- 萩原天晴[77] - 漫画原作者、漫画家、元アシスタント[75]。第32回MANGA OPENにて『押してダメなら押しまくれ!!』で奨励賞受賞。2014年、原作を担当の『平成甘味録 さぼリーマン』が『モーニング』38号に掲載されデビュー。『中間管理録トネガワ』をはじめとした、福本伸行原作の『賭博黙示録カイジ』シリーズのスピンオフ漫画作品の原作を担当。
- 鍬形ゆり[77] - 『月刊スピリッツ』2016年1月号『ユーレイのサオリさん』でデビュー[78]。同誌『カブちゃん』初連載[77]。
- 春野まこと[77] - 2003年『レジェンズ』でデビュー[77]。
- シバタヒカリ[77] - 2016年『5分間のサムウェア』でデビュー[77]。
- 森ヤマジ[77] - 2008年、『サミット!』でデビュー[77]。
- 伊藤寿規[79] - 漫画家。2011年、『はらペコマチ』で第60回ちばてつや賞一般部門佳作を受賞。2012年、同作が『モーニング』8号に掲載されデビュー。2014年、『千客半来』が『モーニング』にて連載開始[79]。
- 上遠野洋一 - 漫画家、元アシスタント[80]。『ウーマン劇場』2013年2月号にて『消防女子!!』でデビュー。
- 中村涼子 - お笑いタレント、アーティスト。元から親交があり、2018年3月からアシスタントも務めている[81]。

## 演じた女優
- 永野芽郁 - 2025年5月16日に公開された『かくかくしかじか』で有名漫画家になるまでの実話を演じた[82]。